# Lutraria
Lutraria là một chi động vật thân mềm hai mảnh vỏ cỡ trung bình sống ở biển.

## Mô tả
Các loài của chi này có vỏ hình bầu dục dài, lớn với hai van có kích thước bằng nhau. Đầu phía trước hơi cong nhưng phía sau tròn hơn. Các van hơi hở ở cả hai đầu, nhiều hơn ở đầu sau. Vỏ khá dày. Chân dò nhỏ và ống hút dài và được đặt trong một lớp vỏ sừng thông thường trong phần lớn chiều dài của chúng. 
Các loài Lutraria sống vùi mình trong cát ở độ sâu khoảng 30 cm (12 in), thường ở dưới mực nước thấp. Càng lớn lên, chúng càng đào hang sâu hơn nhưng tương đối ít vận động. 

## Hóa thạch
Hóa thạch của một số loài Lutraria được tìm thấy trong các tầng biển từ Eocene đến Đệ tứ (độ tuổi: từ 33,9 đến 0,0 triệu năm trước. ). Hóa thạch được biết đến từ Châu Âu, Nam Phi, Nhật Bản, New Zealand, Pakistan, Úc, Ấn Độ và Argentina. 

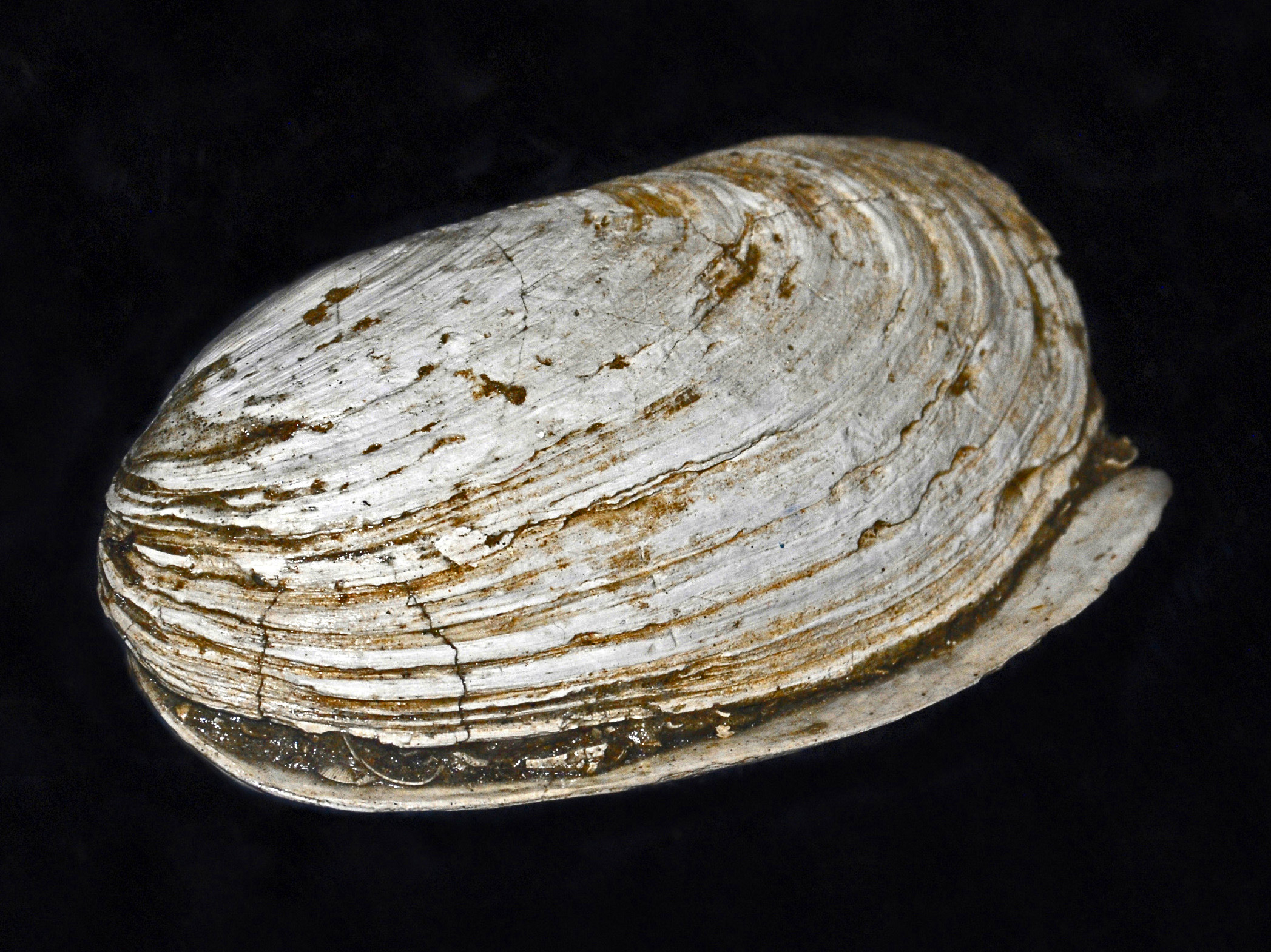
Vỏ hóa thạch của Lutraria oblonga

## Các loài
- Lutraria angustior Philippi, 1844
- Lutraria budkeri Nicklès, 1955
- Lutraria capensis Reeve, 1854
- Lutraria complanata (Gmelin, 1791)
- Lutraria curta Reeve, 1854
- Lutraria impar Reeve, 1854
- Lutraria inhacaensis Boshoff, 1965
- Lutraria lutraria (Linnaeus, 1758)
- Lutraria maxima Jonas, 1844
- Lutraria oblonga (Gmelin, 1791)
- Lutraria rhynchaena Jonas, 1844
- Lutraria senegalensis Gray, 1837
- Lutraria sieboldii Reeve, 1854
- Lutraria steynlussii Huber, 2010
- Lutraria turneri Jousseaume, 1891 [1]